# ホアキン・オムス
ホアキン・オムス・イ・オジェル（Joaquín Homs i OllerまたはJoaquim Homs i Oller, 1906年8月21日 - 2003年9月9日）は、スペインの作曲家。
バルセロナ出身。8歳のときから音楽を始める。1922年までチェロを学び、その後独学で作曲を学んだ。さらに1930年から1936年までロベルト・ジェラールに師事した。
初期の作風は自由な対位法が特徴であったが、徐々に無調を取り入れていき、1954年から十二音技法を採用した。後期の作風は依然としてモダニズムに忠実だったものの、十二音技法から距離を置いたものであった。

## 作品
- フルートとクラリネットのためのデュエット（1936）
- 弦楽四重奏曲第1番（1938）
- バリトンと室内オーケストラのための4つの詩篇（1939）
- ヴァイオリンソナタ（1941）
- オーボエとバスクラリネットのためのソナタ（1942）
- カタルーニャの主題による変奏曲（1943）
- 弦楽四重奏曲第2番（1949）
- 弦楽四重奏曲第3番（1950）

## 文献
- Homs Fornesa, Piedad. 1988. Catálogo de obras de Joaquín Homs. Madrid: Fundación Juan March. ISBN 8470753908.
- Menéndez Aleyxandre, A., and Antoni Pizà. 2001. "Homs (Oller), Joaquim." The New Grove Dictionary of Music and Musicians, second edition, edited by Stanley Sadie and John Tyrrell. London: Macmillan Publishers.
- Temprano, Andrés. 1971. "Panorama actual de la musica religiosa española, VI. Joaquín Homs Oller". Tesoro Sacro Musical 54, no. 617 (April-June): 80–85.